# Electrophaes costaclausa
Electrophaes costaclausa là một loài bướm đêm trong họ Geometridae.